# Cnaphalocrocis poeyalis
Cnaphalocrocis poeyalis là một loài bướm đêm thuộc họ Crambidae. Nó được tìm thấy ở Úc và La Réunion.

## Hình ảnh

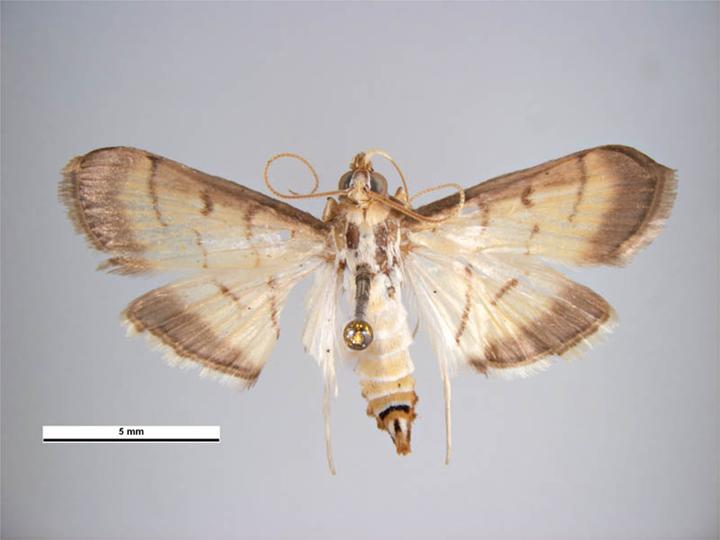